# Абдул Хамид Абу Сулейман
Абдул Хамид Абу Сулейман (1936, Мекка, Саудовская Аравия — 18 августа 2021) — известный исламский богослов, мыслитель, педагог и автор многочисленных книг и статей на тему ислама и исламских реформ, особенно, в области мысли и образования. Являлся председателем Международного института исламской мысли (МИИМ)

## Образование
В 1959 и 1963 годах Абу Сулайман получил степень бакалавра по части торговли и магистра политических наук Каирского университета. Десять лет спустя был удостоен степени доктора философии по международным отношениям Пенсильванского университета. Его докторская диссертация под названием «На пути к исламской теории международных отношений: новые направления исламской методологии и мышления» была опубликована в МИУМ.

## Карьера
Начал свою карьеру лектором в Университете короля Сауда в Эр-Рияде, Саудовская Аравия, где он возглавлял факультет политических наук с 1982 по 1984 год. Затем он переехал в Малайзию, где он читал лекции в МИУМ. В 1989 году он стал преемником доктора Мухаммада Абдул Рауфа и вторым ректором МИУМ. Занимал этот пост до 1999 года. В период его руководства это учебное заведение превратилось из скромного медресе уровня средней школы в университет мирового класса, в котором обучалось 15 000 студентов. В 2008 году IIUM присудил ему звание почетного доктора философских наук в области образования.
Будучи ректором МИУМ, он также стал членом, а затем председателем МИИМ.

## Труды, переведенные на русский язык
- Возрождение высшего образования в мусульманском мире. Международный Институт Исламской Мысли. Острог — 2019.
- Кораническое мировоззрение: Отправная точка для культурной реформы. Баку: Идрак, 2018.
- Кризис мусульманского разума. Баку: Идрак, 2010.
- Мировоззрение Корана: плацдарм для культурной реформы. Киев: Ансар Фаундейшн, 2018.
- Реформа современной исламской мысли: константы и переменные на примере системы уголовных наказаний. Баку: Идрак, 2011.